# Giuliano Milici
Giuliano Luigi Milici (* 7. April 2000 in Lockenhaus) ist ein österreichischer Fußballspieler.

## Karriere
Milici begann seine Karriere beim SC Lockenhaus. Zwischen 2010 und 2011 spielte er beim USC Kirchschlag/BW, danach kehrte er zu Lockenhaus zurück. 2014 kam er in die Akademie des FC Red Bull Salzburg. 2016 wechselte er nach Italien zur U-17-Mannschaft von Chievo Verona. Nach einer Saison verließ er Chievo wieder.
Nach einer Saison ohne Verein kehrte Milici zur Saison 2018/19 nach Österreich zurück und schloss sich dem Zweitligisten Kapfenberger SV an. Zuvor hatte er im Jänner 2018 ein Probetraining bei der SV Mattersburg absolviert. Sein Debüt in der 2. Liga gab er im Juli 2018, als er am ersten Spieltag jener Saison gegen die Zweitmannschaft des FK Austria Wien in der Startelf stand und in der 75. Minute durch Leke Krasniqi ersetzt wurde. Nach der Saison 2018/19 verließ er die KSV.
Nach eineinhalb Jahren ohne Verein kehrte er im Jänner 2021 zum fünftklassigen SC Lockenhaus zurück, bei dem er einst seine Karriere begonnen hatte. Für Lockenhaus absolvierte er insgesamt zwanzig Partien in der II. Liga, in denen er vierzehn Tore erzielte. Im Jänner 2022 hätte er sich dem viertklassigen SC Ritzing anschließen sollen, der Wechsel scheiterte allerdings, woraufhin sein Spielerpass in Lockenhaus blieb.
Zur Saison 2022/23 wechselte er zur Reserve des SV Lafnitz.